# 空格 (泰勒·斯威夫特歌曲)
空格是美国创作歌手泰勒絲的一首歌曲，收录在她的第5张录音室专辑《1989》。歌曲由泰勒絲、馬克斯·馬丁和歇爾貝克共同創作，並於2014年11月10日經由大機器唱片及聯眾唱片作為專輯的第二支單曲送往電台播放。音樂上，空格是一首電子流行歌曲，歌詞諷刺了媒體對泰勒絲的私生活過度關注。
空格獲得了較大的商業成功，於告示牌百強單曲榜獲得了冠軍，使泰勒絲成為百強單曲榜歷史上首位打敗自己的單曲登上冠軍寶座的女歌手。此外，歌曲在加拿大、南非和澳洲亦奪得冠軍。並在全球多個國家進入了前十名。
歌曲的音樂錄影帶的導演為喬瑟夫·坎恩，於亨廷頓奧赫卡城堡拍攝了6日。2015年7月，空格在VEVO中點閱率正式突破10億，泰勒絲成為繼凱蒂·佩芮後，第二位拿下10億點閱率MV的女歌手。同月，空格在YouTube中點閱率正式突破10億，泰勒絲成為第二位拿下10億點閱率MV的女歌手，第四位拿下10億點閱率MV的歌手。泰勒絲多次現場表演了本歌曲，其中在2014年全美音乐奖上進行了歌曲的首次演出，也是泰勒絲在1989世界巡迴演唱會表演的第3首歌曲，舉世盛名體育場巡迴演唱會的第12首歌曲及時代巡迴演唱會的第32首歌曲。
歌曲獲得了第58屆葛萊美獎的年度製作、年度歌曲和最佳流行歌手的提名。

## 背景與創作
空格是一首電子流行歌曲，許多樂評人將其與洛德等歌手的作品進行比較。歌曲戲謔了媒體對泰勒絲“為了歌曲創作找靈感而與男人約會的食人者”之類的感情生活報導。歌曲由泰勒絲協同馬克斯·馬丁與歇爾貝克創作，其製作則由後兩者完成。空格以F大調創作，其拍號為4/4的96拍每分鐘之中速節拍。泰勒絲在歌曲中的音域介於A3與D5之間。
包括泰勒絲母親在內的許多聽眾將歌曲的歌詞“got a long list of ex-lovers”誤聽成了“all the lonely Starbucks lovers”。在2015年情人节那天，泰勒絲發佈了關於誤聽歌詞的推文，而星巴克亦做出了回應。

## 曲目列表
- CD單曲[11]

1. "Blank Space" – 3:51
2. "Blank Space" (Mr. Worldwide Remix) – 3:58
3. "Blank Space" (Jump Smokers Remix) – 4:43

## 歌词与音乐
在2015年接受《GQ》采访时，斯威夫特表示，她设想《空格》这首歌是媒体给她塑造形象的自嘲，即“一个疯狂而又诱人、迷人而又疯狂、操纵一切的女孩”。她承认，在意识到自己可以一笑了之前，她在很长一段时间内都觉得自己受到了人身攻击。这首歌是她与制作人马克斯·马丁和希尔贝克共同创作的。
《空格》采用了主歌-副歌的结构。音乐学家内特·斯隆指出，段落中“魔幻、疯狂、天堂、罪恶”这句歌词为歌曲设定了神秘而可怕的氛围。歌曲中，斯威夫特形容自己是一个“伪装成白日梦一样的噩梦”。副歌提到了斯威夫特的创作实践受到她的感情生活的启发：歌词“我有一长串的前男友，他们会对你说我疯了，但我有还一处空白呢，宝贝”，短暂的空拍后是按笔的咔哒声，接着以“我会写下你的名字”收束副歌。歌曲发布后，“Got a long list of ex-lovers”这句歌词被一些听众误听成了“All the lonely Starbucks lovers”，在网络上引发讨论，星巴克也出面回应。
2015年，斯威夫特对《NME》表示，《空格》发行时，“有一半人听懂了这个笑话，另一半的人真的认为她是在真的承认自己是个精神病患者”。斯隆认为，《空格》采用的是一种不可靠叙事，因此这首歌是否真实反映了斯威夫特的性格，存在不同解释的可能。记者们评论认为，这首歌代表了斯威夫特对失败恋情的轻松看法，并脱离了斯威夫特过去专辑中理想化的浪漫主题。还有人写道，斯威夫特以自己的形象和围绕其明星身份的媒体言论，这后来都成为她2017年发行的第六张录音室专辑《举世盛名》的基础，该专辑探讨了她的公众经历和媒体八卦。
马丁和希尔贝克在《空格》中采用了简约的制作风格，因为斯威夫特希望这首歌能突出歌词与人声。从音乐上讲，《空格》是一首电子流行歌曲，搭配极简的嘻哈节奏。歌曲融入了合成器、打击乐吉他扫弦和多层次的伴唱。在副歌部分，斯威夫特以较高音域演唱，制作中加入了更快的编程鼓声渐强。一些评论家将这首歌的简约制作与创作歌手洛德的音乐进行了比较，特别是她2013年的专辑《纯粹女英雄》。《Spin》杂志的安德鲁·恩特伯格（Andrew Unterberger）写道，与《1989》的其他歌曲一样，《空格》既保留了上世纪80年代流行音乐的原汁原味，同时又加入了现代元素。贝斯利（Baesley）认为，这种极简制作听起来“明亮而轻松，但创作起来却一点也不轻松”，并称其为“武器级的专业流行音乐”。

## 歌曲发行与商业演出
共和唱片与斯威夫特当时的唱片公司大机器唱片于2014年10月底宣布，《空格》将成为《1989》的第二支单曲，继8月的首支单曲《通通甩掉》之后。这首歌于2014年11月10日在美国节奏交叉电台首播。次日，共和唱片和大机器唱片将这首歌推向美国成人当代音乐和当代流行电台。环球唱片集团于2014年12月12日将单曲在意大利电台发布，《空格》的CD单曲版本于2015年1月2日在德国发布。
2014年11月15日，《空格》首次登上美国《公告牌》百强单曲榜上第18名。得益于音乐视频的发布，这支单曲在榜上第三周达到第一名。它从《1989》的首支单曲《通通甩掉》手中夺得了榜首位置，使得斯威夫特成为《公告牌》百强单曲榜历史上首位，也是迄今为止唯一一位在榜首位置连任的女性歌手。《空格》在《公告牌》百强单曲榜上连续七周保持榜首。截至2019年7月，《空格》在美国售出了460万张。美国唱片业协会（RIAA）对这首单曲进行了8×白金认证，即销售和音轨等值点播流媒体达到了800万。在2023年8月19日的《公告牌》百强单曲榜上，《空格》因斯威夫特在“时代巡回”演唱会上的演唱而获得了更多的流媒体播放量，以第49名重新进榜，并在第二周上升到第46名。
这支单曲还在澳大利亚、加拿大、南非和苏格兰达到了榜首位置。它在欧洲数字歌曲销售榜上取得巅峰，同时也在芬兰下载榜上名列前茅。《空格》在国家唱片榜中进入前五，新西兰和波兰排名第二，斯洛伐克排名第三，保加利亚排名第四，捷克共和国、爱尔兰、以色列、英国排名第四，黎巴嫩排名第五。它在澳大利亚（13×白金）、加拿大（4×白金）、新西兰（4×白金）和英国（2×白金）获得了多白金认证。根据国际唱片业协会（IFPI）的数据，该歌曲是2015年第八畅销的歌曲，销售量达到920万曲等值单位。

## 歌曲评价
这首歌受到了广泛的赞誉。在《1989》发布时，musicOMH的Shane Kimberline称《空格》是专辑中最好的歌曲之一。PopMatters的Corey Baesley称其为“2014年最佳流行歌曲的轻松候选”。The 405的Sydney Gore认为《空格》是整张专辑的亮点，Fact的Aimee Cliff将其列为斯威夫特“迄今为止最令人愉悦的歌曲”之一，因为它以夸张的方式展现了斯威夫特的爱情生活。Drowned in Sound的Robert Leedham写道，斯威夫特在1989上成功尝试了新的音乐风格，特别以《空格》为例。
《观察家报》的评论家Kitty Empire选择《空格》作为展示斯威夫特音乐和歌词成熟度的歌曲，称其为“一首不折不扣的流行歌曲，却有着耐人寻味的结构”。《洛杉矶时报》的Mikael Wood选中这首歌作为专辑中更好的歌曲之一，因为斯威夫特的作曲技艺精湛。《纽约时报》的Jon Caramanica认为这首歌是“斯威夫特巅峰时期”的代表作，既“彰显了她的力量，又突显了她的拘谨”。《独立报》的Andy Gill则持保留态度，称其为“叛逆的陈词滥调”（原文如此）。
对《空格》的回顾性评论都是积极的。2019年，《卫报》的亚历克西斯·佩特里迪斯（Alexis Petridis）称《空格》是斯威夫特发布的最佳单曲，赞扬其通过“轻松”的旋律和机智的歌词成功地将斯威夫特的形象从乡村创作歌手转变为流行巨星。滚石的评论家罗伯·谢菲尔德（Rob Sheffield）写道：“《空格》的每一秒都是完美的。”2020年，《Paste》将这首歌描述为“制作精良，朗朗上口，非常有趣”，并将其评为《1989》的最佳歌曲。《娱乐周刊》的Selja Rankin也将《空格》评为专辑中最佳曲目，赞扬其夸张的歌词和引人入胜的1980年代流行音乐风格。美国国家录音艺术科学学院（Recording Academy）在2023年将《空格》选为斯威夫特的13首必备歌曲之一，代表了她的创作和音乐才华。

### 所获赞誉
滚石将《空格》排名2014年最佳歌曲第六位，2010年代最佳歌曲第73位，并在他们2021年修订的“滚石杂志五百大歌曲”中排名第357位。时代杂志将其评为年终榜单中的第九首最佳歌曲。该歌曲在《乡村之声》的2014年度Pazz & Jop评论家投票中排名第三。在Stereogum和Uproxx的2010年代最佳歌曲排行榜上，这首歌分别位列第 49 和第 72 位。Billboard将其列为100首“定义了这个十年的歌曲”之一。凯蒂·阿特金森（Katie Atkinson）写道，这支单曲巩固了斯威夫特在音乐中标志性的自传体叙事，同时在嘲笑她被认为的形象中“为新一代自觉的流行巨星设定了标准”。在偏锋杂志发布的2010年代100首最佳单曲榜单上，《空格》排名第15位。
《空格》赢得了2015年全美音乐奖的年度歌曲奖。在2016年BMI奖颁奖典礼上，这首歌是帮助斯威夫特赢得年度最佳作曲家荣誉的获奖歌曲之一。在2015年澳大利亚APRA奖上，它被提名为国际年度作品奖。在2016年第58届格莱美奖上，《空格》在三个类别中获得提名——年度制作、年度歌曲和最佳流行独奏表演。

## 音乐视频

### 拍摄与发行

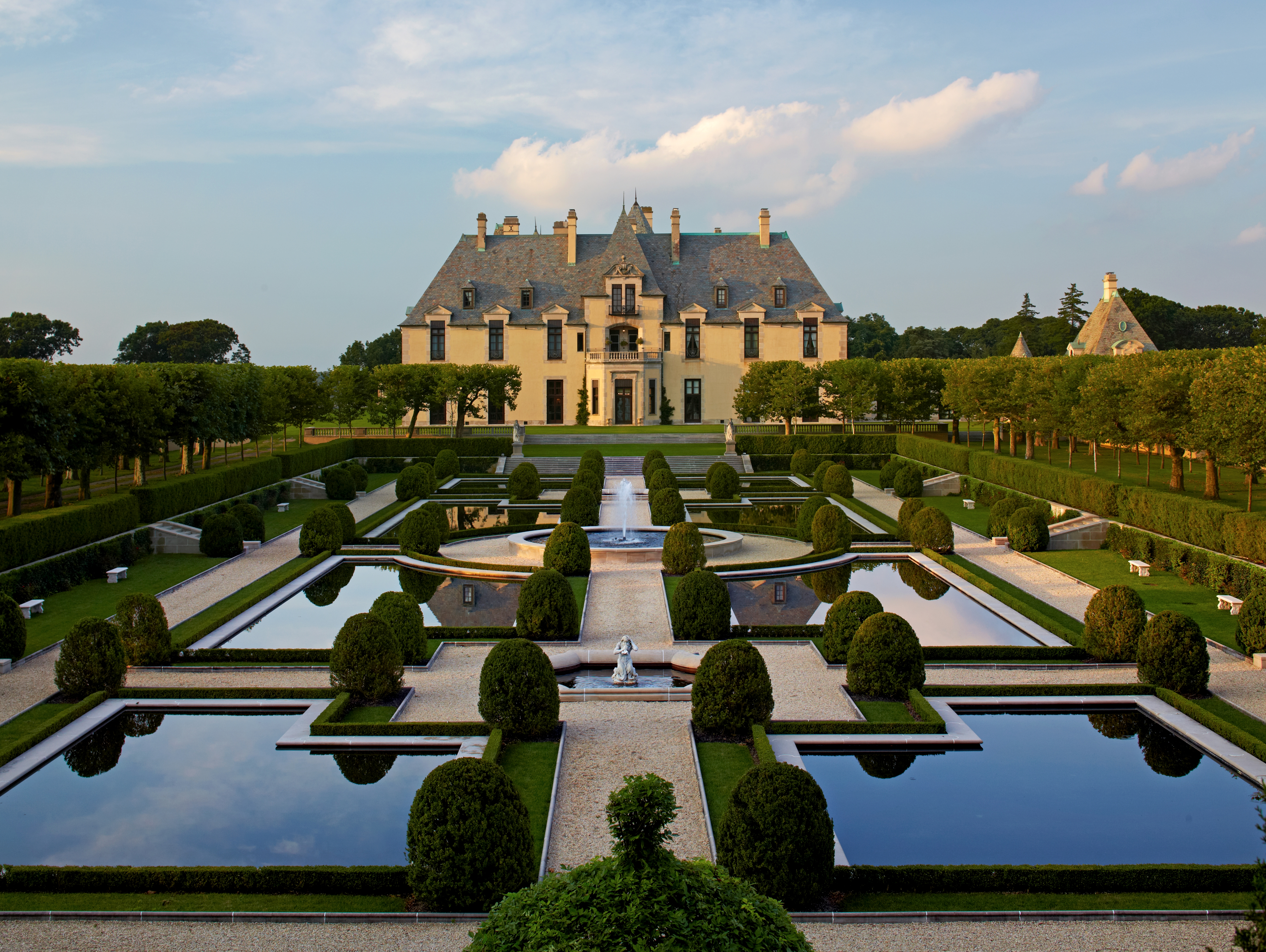
《空格》的音乐视频主要在纽约长岛的奥赫卡城堡拍摄。

约瑟夫·卡安（Joseph Kahn）执导了《空格》的音乐视频。斯威夫特向卡安提出了“疗愈”的想法，希望视频能呈现她的自嘲，成为与歌词相似的“疯狂的反派”形象。据卡安说，斯威夫特设想《空格》是“一个讨论这样一个概念的视频，如果那么多男孩都和她分手，也许问题不在男孩身上，也许在她自己身上”。拍摄地点在长岛的两个地方进行：主要拍摄地点在奥赫卡城堡，还在吾尔沃斯庄园（Woolworth Estate）拍摄了一些额外的场景。视频于2014年9月连续三天拍摄完成，最后一天专门用于拍摄泰勒·斯威夫特的空格（American Express Unstaged: Taylor Swift Experience），这是一款与美国运通合作的交互式360°移动应用。对于视频，斯威夫特在选择概念和形象时非常谨慎。卡安在Mashable上谈到了他与斯威夫特的合作经历：“当你有一个艺术家想要多角度挑战她的形象时，总是充满惊喜。”
卡安从斯坦利·库布里克1971年的电影《发条橙》中汲取了视频的对称构图风格的灵感，称其为“处理流行视频的一种非常有趣的方式”。视频以斯威夫特的恋人（肖恩·奥普瑞饰）驾驶一辆AC Cobra驶向斯威夫特的豪宅开始。到达后，他们迅速成为一对恩爱的情侣。他们一起进行各种浪漫约会，跳舞，为男友绘制肖像画，沿着庄园散步，骑马进入树林。视频中段，斯威夫特注意到他在给某人发短信，然后两人关系开始破裂。他们开始争吵，而斯威夫特表现出不稳定的行为，比如扔花瓶、破坏肖像、烧掉男友的衣服，最终导致分手。在高潮时刻，斯威夫特用高尔夫球杆摧毁了男友的车，这个桥段参考了泰格·伍兹2009年的外遇丑闻。男友离开庄园时，一个新男子（安德烈亚·丹佛饰）走上前来，给了斯威夫特新的爱情希望。
斯威夫特计划于2014年11月11日在《早安美国》首播视频，但雅虎意外地提前泄漏了视频。泄露后，斯威夫特迅速在她的Vevo账户上发布了视频。与此同时，推出了包含360°版本《空格》的交互式应用泰勒·斯威夫特的空格。用户可以选择跟随斯威夫特和她的恋人沿着线性故事情节发展，或者离开故事情节探索庄园中的其他房间，并找到诸如斯威夫特的童年照片等交互式彩蛋。该应用可在移动应用商店上免费下载。卡安在接受滚石采访时表示，该应用是为那些“超级粉丝”而设计的，他们想要“更亲近地感受斯威夫特”。

### 评价
视频发布后，媒体将视频的叙述与《消失的爱人》相比较，因为斯威夫特和《消失的女孩》的主人公都“揭去了她过去所有感情关系的浪漫光辉”。《洛杉矶时报》的兰道尔·罗伯茨（Randall Roberts）写道，斯威夫特呈现了一场“奥斯卡级别”的表演。Billboard称赞了视频的电影质量和美学，发现斯威夫特自我参照的表现令人愉快，这是“血腥蛋糕上的糖霜”。《卫报》专栏作家杰西卡·瓦兰帝（Jessica Valenti）称赞了斯威夫特对她被认为的形象的刻画，并将视频称为“一个女权主义的白日梦”，其中“与女性相关的狭隘和性别歪曲的夸张表演，充分暴露了它们的荒谬”。
2017年，《今日美国》与《Spin》将这个视频评为斯威夫特最佳音乐视频，并称其为“纯粹的‘艺术’形式”。《Spin》也称其为迄今为止斯威夫特做过的最好的视频，赞扬视频将华丽的美学与幽默的刻画结合在一起，展现了斯威夫特的名声。2020年，《娱乐周刊》选取了《空格》作为《1989》中最佳的音乐视频，形容它是“唯一一个可以真诚地被描述为‘库布里克式’的音乐视频”。该视频赢得了2015年MTV音乐录影带大奖的最佳流行音乐录影带和最佳女性音乐录影带，并在MTV日本音乐录影带大奖赢得了最佳国际女性音乐录影带的提名。泰勒·斯威夫特的空格应用赢得了第67届黄金时段艾美奖的原创互动节目奖。滚石将《空格》列为有史以来最伟大的100个音乐视频之一，排名第67位。

## 榜单
| 榜单（2014年-2015年）                             | 最高 排位 |
| ------------------------------------------------- | --------- |
| 澳大利亚（澳大利亚唱片业协会單曲榜）              | 1         |
| 奥地利（Ö3四十强单曲榜）                          | 6         |
| 比利时佛兰德（Ultratop五十强单曲榜）              | 13        |
| 比利时瓦隆（Ultratop五十强单曲榜）                | 26        |
| 巴西（《公告牌》Brasil Hot 100）                  | 59        |
| 保加利亚（国际唱片业协会）                        | 3         |
| 加拿大（Canadian Hot 100）                        | 1         |
| 加拿大（《告示牌》Canada AC）                     | 2         |
| 加拿大（《告示牌》Canada CHR）                    | 1         |
| 加拿大（《告示牌》Canada Hot AC）                 | 1         |
| 独联体（Tophit独联体电台榜）                      | 84        |
| 捷克（電台百強單曲榜）                            | 4         |
| 歐洲（《告示牌》Euro Digital Song Sales）         | 1         |
| 芬蘭（芬兰官方电台榜）                            | 3         |
| 芬蘭（芬兰官方下载榜）                            | 1         |
| 法国（法國唱片出版業公會單曲榜）                  | 27        |
| 法国（法国唱片出版业公会电台榜）                  | 18        |
| 德国（德國官方單曲榜）                            | 9         |
| 希腊（《告示牌》Digital Songs）                   | 2         |
| 匈牙利（四十強單曲榜）                            | 7         |
| 冰岛（冰岛国家广播公司单曲榜）                    | 1         |
| 愛爾蘭（愛爾蘭唱片音樂協會单曲榜）                | 4         |
| 以色列（媒体森林电台榜）                          | 4         |
| 意大利（意大利音乐产业联盟单曲榜）                | 27        |
| 意大利（《告示牌》Italy Digital Song Sales）      | 10        |
| 日本（Japan Hot 100）                             | 45        |
| 日本（《告示牌》Japan Adult Contemporary）        | 10        |
| 黎巴嫩（黎巴嫩官方二十强单曲榜）                  | 5         |
| 盧森堡（《告示牌》Luxembourg Digital Song Sales） | 4         |
| 墨西哥（《告示牌》Mexico Airplay）                | 2         |
| 荷兰（荷蘭四十強單曲榜）                          | 17        |
| 荷兰（Single Tip）                                | 3         |
| 新西兰（新西兰唱片音乐协会单曲榜）                | 2         |
| 波蘭（波蘭百大電台榜）                            | 2         |
| 葡萄牙（《告示牌》Portugal Digital Songs）        | 5         |
| 罗马尼亚（罗马尼亚百大电台榜）                    | 34        |
| 蘇格蘭（官方榜单公司單曲榜）                      | 1         |
| 斯洛伐克（電台百強單曲榜）                        | 2         |
| 斯洛文尼亚（斯洛文尼亚五十大单曲榜）              | 9         |
| 南非（非洲娱乐监测）                              | 1         |
| 韩国（Gaon国际单曲榜）                            | 54        |
| 西班牙（西班牙音樂製作協會）                      | 16        |
| 瑞士（瑞士热门音乐榜）                            | 12        |
| 乌克兰（Tophit乌克兰电台榜）                      | 66        |
| 英國（官方榜单公司單曲榜）                        | 4         |
| 美国（《告示牌》百大單曲榜）                      | 1         |
| 美國（《告示牌》成人當代單曲榜）                  | 1         |
| 美國（《告示牌》Adult Pop Airplay）               | 1         |
| 美國（《告示牌》Dance Club Songs）                | 23        |
| 美國（《告示牌》Latin Airplay）                   | 48        |
| 美國（《告示牌》Pop Airplay）                     | 1         |
| 美國（《告示牌》Rhythmic Songs）                  | 14        |
| 委内瑞拉（唱片报告）                              | 2         |

| 榜单（2021年-2024年）                  | 最高 排位 |
| -------------------------------------- | --------- |
| Germany (GfK Entertainment Charts)     | 23        |
| 全球（Billboard Global 200）           | 32        |
| 希腊（国际唱片业协会希腊分会国际榜）   | 64        |
| 意大利（意大利音乐产业联盟单曲榜）     | 89        |
| 马来西亚（馬來西亞唱片業協會国际榜）   | 15        |
| 荷兰（Single Tip）                     | 17        |
| 新西兰（新西兰唱片音乐协会型录单曲榜） | 13        |
| 菲律宾（《告示牌》Philippines Songs）  | 25        |
| 波兰（波兰百大电台榜）                 | 56        |
| 葡萄牙（葡萄牙唱片業協會单曲榜）       | 18        |
| 新加坡（新加坡唱片業協會单曲榜）       | 5         |
| 瑞典（瑞典最热榜Heatseeker）           | 7         |
| Switzerland (Schweizer Hitparade)      | 20        |
| 英國（官方榜单公司串流榜）             | 43        |
| 美国（《告示牌》百大單曲榜）           | 46        |
| 越南（《告示牌》Vietnam Hot 100        | 57        |

| 榜单（2014年）                       | 排位 |
| ------------------------------------ | ---- |
| 澳大利亚（澳大利亚唱片业协会单曲榜） | 28   |
| 匈牙利（四十强单曲榜）               | 92   |
| 新西兰（新西兰唱片音乐协会单曲榜）   | 46   |
| 英国（官方榜单公司单曲榜）           | 64   |

| 榜单（2015年）                       | 排位 |
| ------------------------------------ | ---- |
| 澳大利亚（澳大利亚唱片业协会单曲榜） | 55   |
| 奥地利（Ö3四十強音樂榜）             | 58   |
| 比利时（Ultratop佛兰德）             | 73   |
| 比利时（Ultratop瓦隆）               | 84   |
| 加拿大（Canadian Hot 100）           | 6    |
| 法国（法国唱片出版业公会单曲榜）     | 173  |
| 德国（德国官方榜单）                 | 80   |
| 匈牙利（四十强单曲榜）               | 58   |
| 荷兰（荷兰四十强音乐榜）             | 83   |
| 荷兰（NPO 3FM）                      | 76   |
| 波兰（波兰音像制品协会单曲榜）       | 33   |
| 斯洛文尼亚（斯洛文尼亚五十强榜单）   | 15   |
| 瑞士（瑞士热门音乐榜）               | 67   |
| 英国（官方榜单公司单曲榜）           | 67   |
| 美国（Billboard Hot 100）            | 7    |
| 美国（《公告牌》Adult Contemporary） | 5    |
| 美国（《公告牌》Adult Top 40）       | 9    |
| 美国（《公告牌》Mainstream Top 40）  | 6    |

| 榜单（2016年）                     | 排位 |
| ---------------------------------- | ---- |
| 巴西（《公告牌》Brasil Hot 100]]） | 74   |

| 榜单（2023年）                       | 排位 |
| ------------------------------------ | ---- |
| 澳大利亚（澳大利亚唱片业协会单曲榜） | 59   |
| 全球（《公告牌》Global 200）         | 67   |

| 榜单（2010年-2019年）                | 排位 |
| ------------------------------------ | ---- |
| 澳大利亚（澳大利亚唱片业协会单曲榜） | 84   |
| 美国（Billboard Hot 100）            | 65   |

| 榜单                                | 排位 |
| ----------------------------------- | ---- |
| 美国（Billboard Hot 100）           | 387  |
| 美国（《公告牌》Mainstream Top 40） | 90   |

## 销售认证
| 地區                           | 认证    | 认证单位/销量 |
| ------------------------------ | ------- | ------------- |
| 澳大利亚（澳大利亚唱片业协会） | 5× 白金 | 350,000^      |
| 加拿大（加拿大音乐协会）       | 4× 白金 | 320,000*      |
| 德国（聯邦音樂產業協會）       | 金      | 200,000‡      |
| 意大利（意大利音乐产业联盟）   | 金      | 25,000‡       |
| 墨西哥（墨西哥音像製品協會）   |         | 30,000*       |
| 新西兰（新西兰唱片音乐协会）   | 白金    | 15,000*       |
| 瑞士（國際唱片業協會瑞士分会） | 金      | 15,000‡       |
| 英国（英国唱片业协会）         | 白金    | 650,000‡      |
| 美国（美國唱片業協會）         | 7× 白金 | 4,500,000‡    |
| ^僅含認證的出貨量              |         |               |

## 发行历史
| 地区 | 日期           | 形式             | 唱片公司    | 来源    |
| ---- | -------------- | ---------------- | ----------- | ------- |
| 美國 | 2014年11月10日 | 節奏電台         | 大機器 聯眾 | [ 188 ] |
| 美國 | 2014年11月10日 | 熱門成人当代電台 | 大機器 聯眾 | [ 189 ] |
| 美國 | 2014年11月11日 | 當代流行電台     | 大機器 聯眾 | [ 190 ] |
| 德國 | 2015年1月2日   | CD單曲           | 环球        | [ 191 ] |